# 에든버러의 마리아
에든버러의 마리아(루마니아어: Maria de Edinburg, 1875년 10월 29일~1938년 7월 18일)은 작센코부르크고타의 알프레트와 그의 아내 러시아의 마리야 알렉산드로브나 사이에서 태어난 장녀이다. 따라서 영국 빅토리아 여왕의 친손녀이며 러시아 황제 알렉산드르 2세의 외손녀이다. 1893년에 루마니아의 페르디난드 1세와 결혼하여 1차 대전 와중인 1914년에 루마니아 왕비가 되었다. 루마니아의 페르디난드 1세를 설득하여, 루마니아 왕국을 연합국으로 참전시켜 후에 많은 영토를 얻어냈기에, 루마니아에서 많은 사랑을 받았다.

## 유년기
에든버러 공작 알프레드와 그의 아내 러시아의 마리야 알렉산드로브나 사이의 장녀이자 둘째 아이로, 켄트에서 태어났다. 오빠 알프레드와 여동생 빅토리아 멜리타, 알렉산드라, 베아트리스가 있다. 해군이던 아버지를 따라 몰타에서 주로 어린시절을 보냈다. 어릴때부터 집안을 자주 방문하던 사촌 웨일즈의 조지로부터 청혼을 받았는데 양가 아버지와 할머니의 적극적인 지지에도 불구하고 어머니들의 불화로 결혼은 이루어지지 않았고, 서둘러 루마니아의 왕세자와의 약혼이 발표된다.

## 결혼과 루마니아 생활
1893년, 아버지 알프레드가 작센코부르크고타 공이 되기 몇달 전, 마리는 루마니아 카롤 1세의 조카이자 후계자인 페르디난드와 결혼했다. 마리와 남편 사이에는 3남 3녀가 태어났지만 결혼생활은 불행했다. 마리의 오랜 펜팔친구인 미국인 무용가 로이에 풀러는 "싫어하는 남자. 혐오감이 더해"라고 메리가 남편에 대해 언급했다는 것을 나중에 폭로하기도 했다.
셋째 딸인 일레아나와 막내 미루치아의 친부는 남편이 아니라 오랜 연인이었던 바르부 슈티르베이라고 여겨지는데, 사학자들은 일레아나의 경우는 확실치 않고, 미루치아는 거의 사실로 받아들이고 있다(부모 모두 푸른 눈의 소유자였지만, 미루치아는 갈색 눈이었다). 둘째 딸 마리와 둘째 아들 니콜라에에 대해서도 의견의 분분하나, 장남과 장녀에 대해서는 모두 남편의 아이로 여긴다.
1914년 카롤 1세의 죽음으로 페르디난드와 함께 왕과 왕비가되었지만, 1차 세계 대전으로 인해 대관은 1922년까지 기다려야했다. 결혼 초기 루마니아에서의 생활을 힘들어했던것돠 달리 후에 마리는 열렬한 루마니아 애국주의자가 되었고, 의지가 약해서 주위에 흘러 가기 쉬운 남편 대신 루마니아를 통치했다는 말까지 있다. 전쟁 중에는 적십자사 자원 봉사자로 참가, 부상자 간호를 했다. 1917년 국토의 절반은 독일군에 의해 짓밟히고, 마리와 군의 조언자 무리는 러시아에 의지하지 말고, 독립적으로 독일,러시아 모두와 싸워야한다는 선택을 했다. 여기에는 미국에서 자금을 얻을 수 있었다.
전후 베르사유 강화 회의에서 루마니아는 루마니아어를 구사하는 주민이있는 지역을 통합하는 "대 루마니아" 실현을 위한 국제 루마니아 얼굴로 마리를 프랑스에 보냈다. "전사 여왕'의 등장을 국제 미디어 열성적으로 맞아 그 결과 루마니아는 국토를 40%도 늘리기에 성공했다.

## 자녀
| 사진 | 이름                   | 생일             | 사망                   | 기타      |
| ---- | ---------------------- | ---------------- | ---------------------- | --------- |
|      | 카롤 2세               | 1893년 10월 15일 | 1953년 4월 8일(59세)   | 2남       |
|      | 루마니아의 엘리사베트  | 1894년 10월 12일 | 1956년 11월 14일(62세) | 자녀 없음 |
|      | 유고슬라비아의 마리아  | 1900년 1월 6일   | 1961년 6월 22일(62세)  | 3남       |
|      | 루마니아 왕자 니콜라에 | 1903년 8월 5일   | 1978년 6월 9일(74세)   | 자녀 없음 |
|      | 루마니아 공주 일레아나 | 1909년 1월 5일   | 1991년 1월 21일(82세)  | 2남 4녀   |
|      | 루마니아 왕자 미르체아 | 1913년 1월 3일   | 1916년 11월 2일(3세)   | 요절      |

## 노년
마리아는 남편의 사후, 루마니아에 남아 저작과 회고록을 집필했다. 그녀는 1938년에 사망했고, 쿠르테아 데 아르제슈 수도원(16세기 건립, 아르제슈 지역) 남편 옆에 묻혔다. 마리아의 유언에 따라 그녀의 심장은 바르치크의 마리아가 건설한 바르치크 궁전의 납골당에 안치되어 있었다. 1940년 발틱 궁전 남도브루자의 나머지가 크라이오바 조약에 의해 불가리아에 반환되면서 왕비의 심장은 브란 성으로 이송되었다.
만년에는 바하이교로 개종했다.
| 전임 비트의 엘리사베타 | 루마니아 왕비 1914년 10월 10일 ~ 1927년 7월 20일 | 후임 루마니아 인민 공화국 |